# Réserve naturelle régionale de Lachaussée
La réserve naturelle régionale de Lachaussée est située dans le département de la Meuse au sud-est de Verdun, en région Grand Est. Cette réserve naturelle régionale (RNR 217) de Lorraine créée en 2009, occupe une surface de 607 hectares et protège des étangs de la Woëvre et leurs milieux riverains.

## Localisation

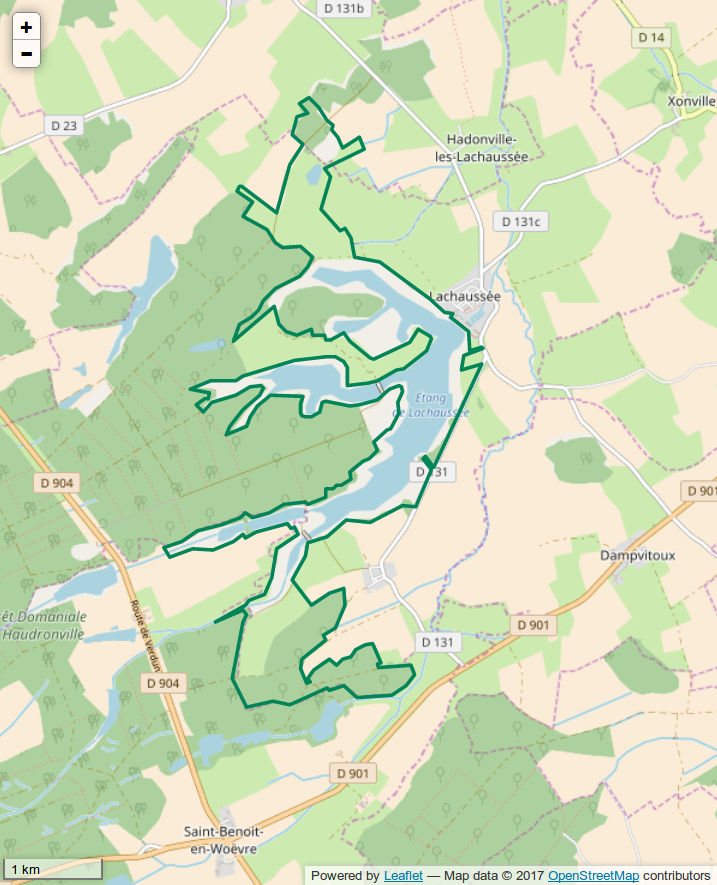
Périmètre de la réserve naturelle.

Le territoire de la réserve naturelle est dans le département de la Meuse, sur les communes de Lachaussée et Vigneulles-lès-Hattonchâtel. L'étang de Lachaussée en lui-même occupe une surface d'environ 300 hectares et est alimenté principalement par le ruissellement.

## Histoire du site et de la réserve

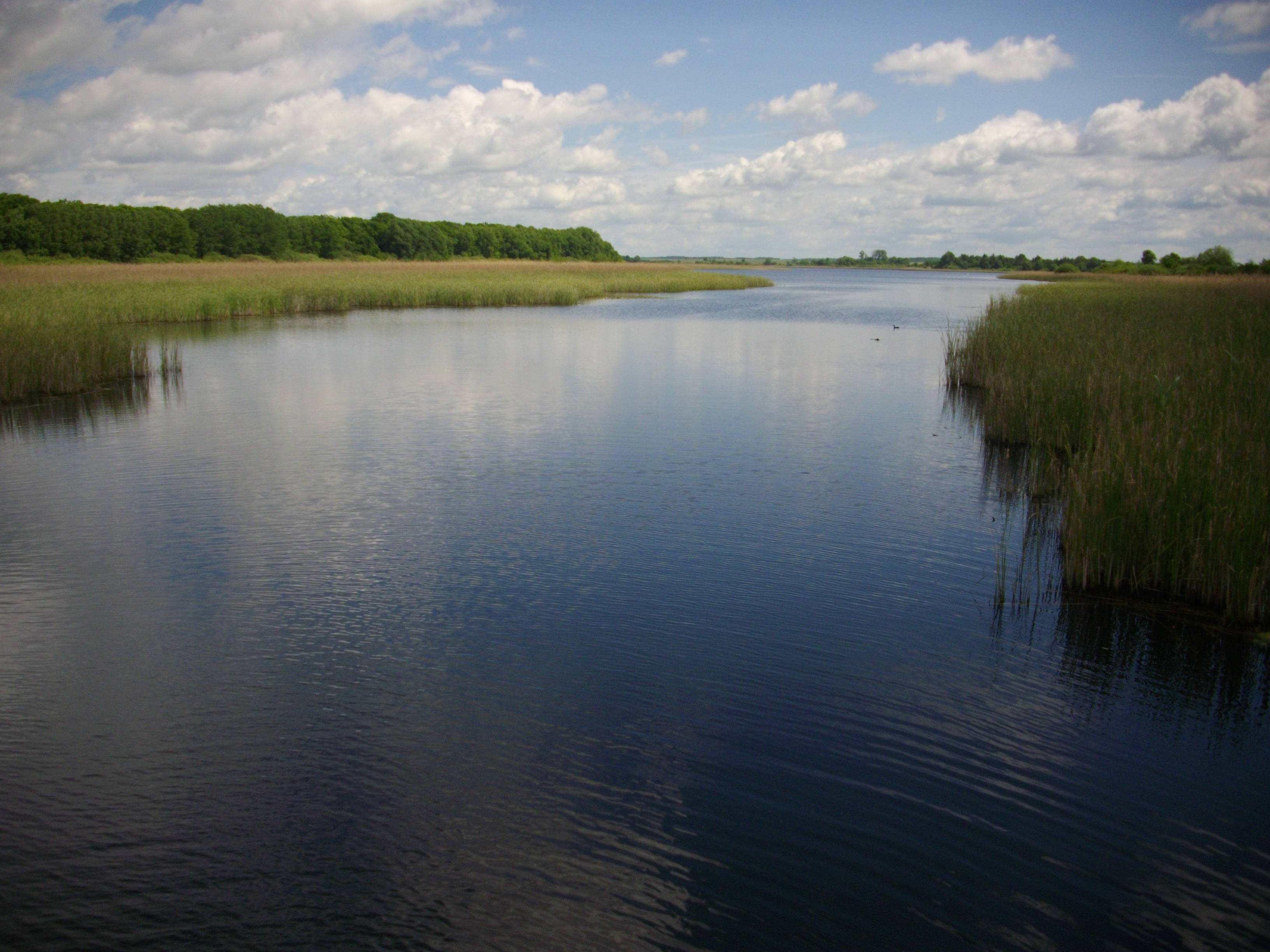
Vue de l'étang

L'étang de Lachaussée vit le jour au cours du XIIIe siècle. Sa création fut ordonnée en 1273 par le comte Thiébaut II de Bar. Lorsque sa digue fut érigée, quatre hameaux furent noyés. Dès lors, le village de Lachaussée fut créé au pied de cette digue, appelée autrefois « chaussée ». Il a ensuite appartenu à la famille de Wangen jusqu'en 1978, date de donation par Christian de Wangen de Gerolsdeck (1900-1983). 
L'étang fait l'objet chaque année d'une pêche au filet de mi-octobre à mi-novembre. Par tradition, le baron De Wangen recourait aux villageois pour tirer les filets, puis pour procéder à la vente du poisson.
L'étang est actuellement géré par l'Association des paralysés de France. Des activités de restauration, hébergement et vente de produits locaux se font au Domaine du Vieux Moulin.

## Écologie (biodiversité, intérêt écopaysager…)

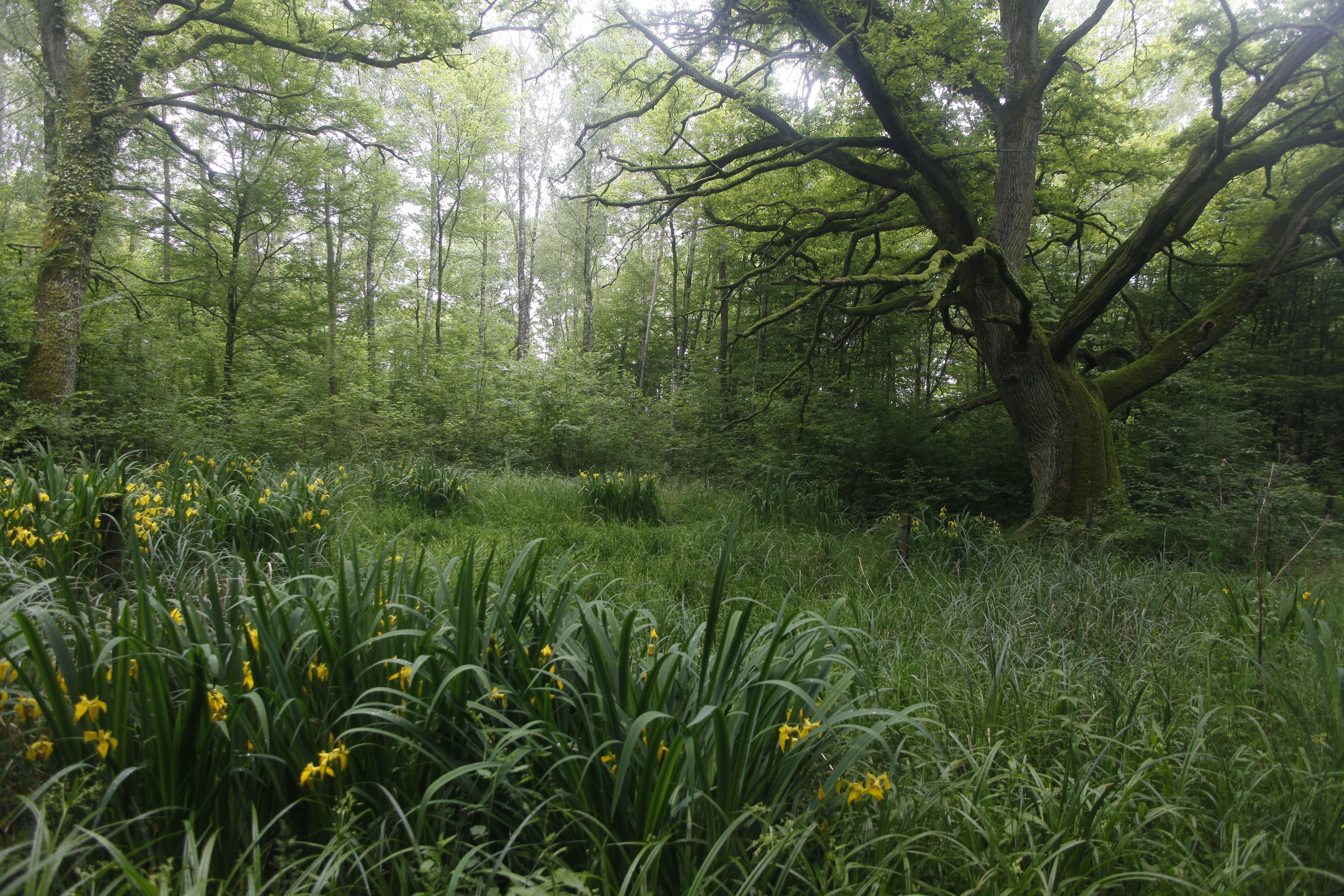
Iris et chêne en sous-bois

Au cœur de la Woëvre et de sa mosaïque d'étangs, d'habitats forestiers et agricoles, la réserve naturelle de Lachaussée présente un intérêt international pour la nidification, l'hivernage ou les haltes migratoires de nombreuses espèces d'oiseaux. 

### Flore
On trouve dans les roselières la Grande douve, le Séneçon des marais et le Faux nénuphar. La réserve naturelle abrite par ailleurs le Plantain à feuilles de graminée, le Potamot à feuilles aigües, la Germandrée des marais, la Menthe pouillot, la Laîche de Bohème.

### Faune
L'avifaune compte plus de 200 espèces observables dont le Milan royal, le Butor étoilé, le Blongios nain, le Héron pourpré, la Marouette poussin et la Grue cendrée. Pour les amphibiens, on trouve la Rainette verte et le Triton crêté. On peut citer pour les libellules l'Anax empereur, la Leucorrhine à large queue et aussi plus de 30 espèces de papillons dont le Cuivré des marais.
Les mammifères comptent le Chat forestier ainsi que des chauves-souris (Noctule commune, Barbastelle, Petit rhinolophe, Grand rhinolophe, Grand murin, Oreillard, Vespertillon à oreilles échancrées).

## Intérêt touristique et pédagogique
Trois sentiers de randonnée pédestre permettent de découvrir le site. Ils ont respectivement 6, 12 et 15 km de longueur. Le départ est à l'entrée du Domaine du Vieux Moulin. Les deux grands parcours effectuent le tour de l'étang de Lachaussée.

## Administration, plan de gestion, règlement
La réserve naturelle est gérée par le Conservatoire d'espaces naturels de Lorraine qui est l'un des propriétaires avec la commune de Lachaussée et l'Association des paralysés de France. Un troupeau de chevaux Konik polski contribue à l'entretien du site.
Le plan de gestion en vigueur a été validé au mois de décembre 2014, et ce pour une période de 6 ans.

### Outils et statut juridique
La réserve naturelle a été créée par une délibération du Conseil régional de Lorraine du 27 novembre 2009 pour une durée de 12 ans.
L'étang est également : 
- un site inscrit à l'inventaire national, par arrêté ministériel de 1981, comme Étang de Lachaussée et abords[4] ;
- un site Ramsar depuis le 8 avril 1992 ;
- un site Natura 2000 depuis 1995.